# Ліхтарна акула синьоока
Ліхтарна акула синьоока (Etmopterus viator) — акула з роду Ліхтарна акула родини Ліхтарні акули. Інша назва «ліхтарна акула-мандрівник».

## Опис
Загальна довжина досягає 57,7 см. Спостерігається статевий диморфізм: самиці більші за самців. Голова довга та широка. Морда коротка. Ніздрі великі. Очі великі, овальні, горизонтальної форми. За ними розташовані великі бризкальця. Рот широкий, сильно вигнутий. На верхній щелепі зуби з декількоми верхівками, з яких центральна найдовша. На нижній щелепі зуби щільно розташовані, їх верхівки утворюють суцільну крайку. У неї 5 пар зябрових щілин. Тулуб щільний, веретеноподібний. Осьовий скелет має 75-84 хребців. Грудні плавці середнього розміру з округлими краями. Має 2 спинних плавця з бахромою та шипами. Задній майже у 2 рази більше за передній. Перший спинний плавець розташовано позаду грудних, задній — позаду черевних плавців. Хвостовий плавець великий, гетероцеркальний, з розвиненою верхньою лопатю. Хвостове стебло коротке. Анальний плавець відсутній.
Забарвлення сіро-коричневого забарвлення, черево темніше. Краї грудних плавців білого кольору. Краї зябрових щілин мають біле забарвлення. Темні ділянки з фотофторами, що світяться у темряві. Очі мають синьо-зеленуватий колір. Звідси походить назва цієї акули.

## Спосіб життя
Тримається на глибині від 830 до 1400 м. Це бентопелагічна акула. Полює біля дна та у середніх шарах води. Живиться дрібною костистою рибою та невеликими головоногими молюсками.
Статева зрілість настає при розмірі у самців 40 см, самиць — 50 см. Це яйцеживородна акула. Самиця народжує від 2 до 10 акуленят.

## Розповсюдження
Мешкає біля узбережжя Нової Зеландії, ПАР, підводному Кергеленському плато, Маркизькому підводному хребті.